# Butts County
Butts County är ett administrativt område i delstaten Georgia, USA, med 23 655 invånare. Den administrativa huvudorten (county seat) är Jackson. 

## Geografi
Enligt United States Census Bureau så har countyt en total area på 492 km². 483 km² av den arean är land och 9 km² är vatten.

### Angränsande countyn
- Newton County - nord
- Jasper County - öst
- Monroe County - syd
- Lamar County - sydväst
- Spalding County - väst
- Henry County - nordväst